# Sapropel

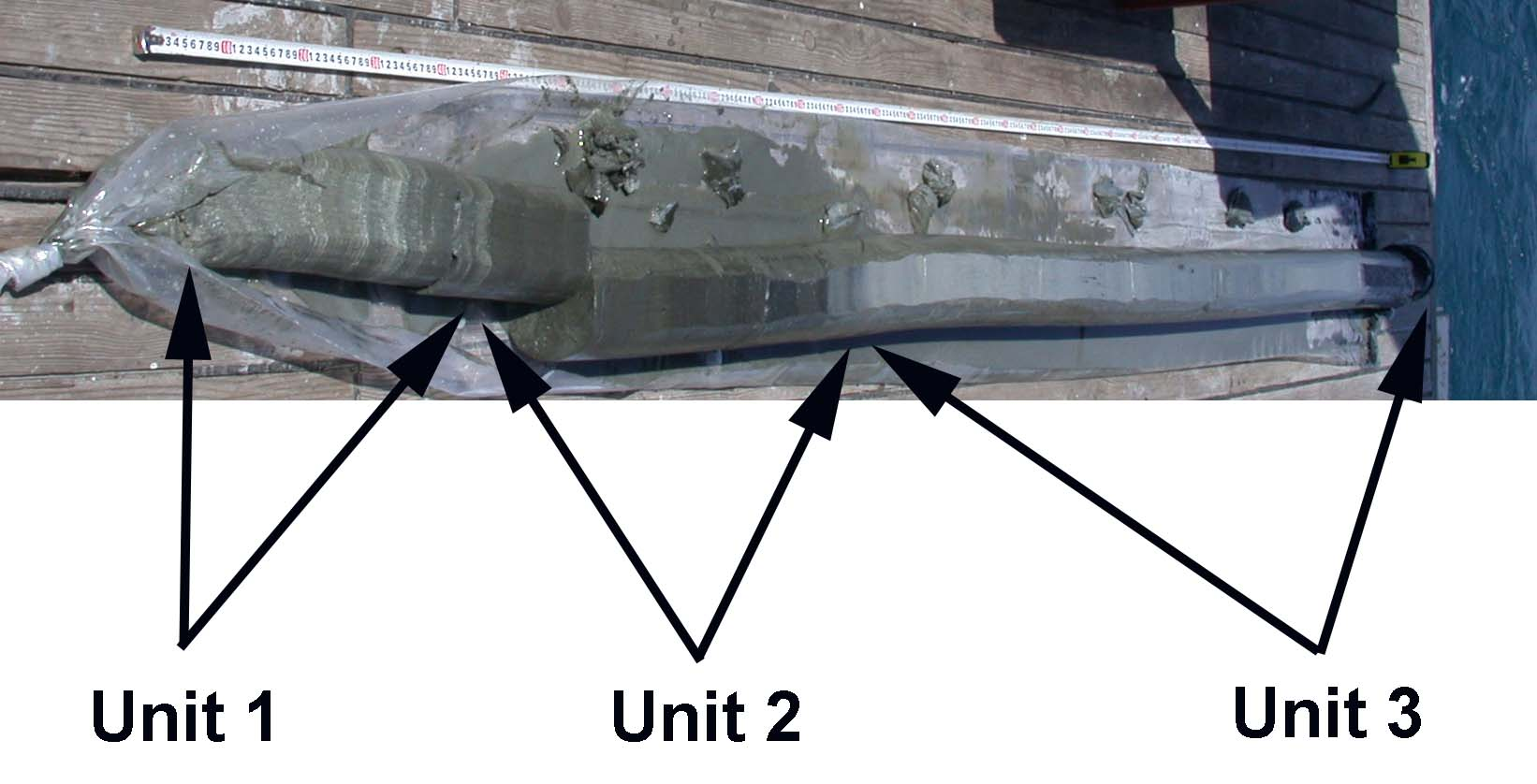
Contrastos en la mostra d'un sondeig realitzat a la mar Negra a la zona d'exclusivitat marítima de Bulgària (2009). La part més fosca (unit 2) de la cata correspon al fang sapropelític

El sapropel (Geologia, Petrologia) és un tipus de sediment orgànic subaquàtic, marí o lacustre, acumulat en el fons d’aigües anòxiques i estratificades i format per pelita negra, poc viscosa i pudent, que conté nivells elevats de matèria orgànica i materials d’origen planctònic (zooplàncton i fitoplàncton, algues), descompostes i macerades. Aquests organismes no són identificables en el mateix llot. El sapropel s'associa a bacteris anaeròbics productors de H₂S, en medi reductor. Normalment presenta una fina laminació. El sapropel és un material precursor de la formació dels hidrocarburs. En pedologia es considera un tipus més de sòl. El mot prové del grec sapros:podrit i pelos:fang)

### Característiques
El sapropel és de color negre o marró fosc. Hi abunden les molècules en estat reduït, com el metà i el sulfur d'hidrogen que fan que el sapropel faci una olor desagradable. La concentració de carboni orgànic en el sapropel s'acosta al 2% del seu pes i es considera la substància bàsica que origina el petroli.

### Formació
S'ha estudiat que el procés de formació del sapropel ocòrre en episodis amb baixa concentració d'oxigen a les aigües marines profundes i molt especialment en els anomenats: esdeveniments anòxics oceànics. La circulació reduïda de les aigües profundes i la captura d'oxigen en les aigües superficials, afavoreixen la manca d'oxigen en els sediments profunds.
La producció primària a les aigües superficials produieix el descens dels nivells d'oxigen a causa d'una major demanda bioquímica d'oxigen, cosa que provoca la mort d'organismes marins o aqüàtics i la seva descomposició i precipitació sobre el llit oceànic. En abundància de matèria orgànica i escassetat d'oxigen no s'arriba a completar el procés de descomposició-mineralització del carboni. Per això el carboni s'acumula i es barreja amb altres sediments, formant el llot sapropèlic.
En el cas del mar Mediterrani el registre de sediments conté diferents capes de sapropels, rics en carboni orgànic, que evidencien episodis d'elevada productivitat. Els sapropels coincideixen amb períodes geològics on hi hagué un clima més humit i plujós. En períodes geològics passats, l'augment de l'escolament fluvial va arrossegar i aportar força més nutrients procedents del sòl cap a la mar, iniciant una major producció primària. La producció primària s'hauria mantingut pels compostos acumulats en la matèria orgànica precipitada als fons marins i lacustres. La combinació de les aportacions de nutrients procedents del sòl, el reciclatge del fòsfor i la fixació del nitrogen van produir la deposició del sapropel.

### Tipus
- amfisapropel: sapropel amb grans restes de vegetals.
- argil·losapropel: sediment sapropèlic amb més argila que no pas sapropel.
- sapropel calcari: sediment sapropèlic amb una major quantitat de restes d’algues calcàries que de sapropel.
- carbó sapropèlic: carbó compost per fang gelatinós organogen bituminós (sapropel), constituït per una massa homogènia i sense laminacions. Inclou el carbó d’algues (boghead) i el carbó d’espores (cannel coal).[8] També anomenat querogenita (sediment que conté querogen).[9][10][11]

### Sòls
En pedologia es considera una forma subaquàtica d’humus consistent en una capa de fang húmica negra o molt fosca. Es troba en zones que queden submergides, en un medi reductor, compost de restes de plantes macrofítiques bentòniques, descompost i afectat per l’activitat microbiana anaeròbica. La definició original va ser proposada per Eric Wasmund (1930) i es refereix a ambients lacustres on l’aigua del fons conté àcid sulhídric dissolt i per això no hi existeix la fauna bentònica. Més endavant el terme es va ampliar per incloure dipòsits marins, de color verd oliva, gris o marró, que contenen materials orgànics tant planctònics com macrofítics.

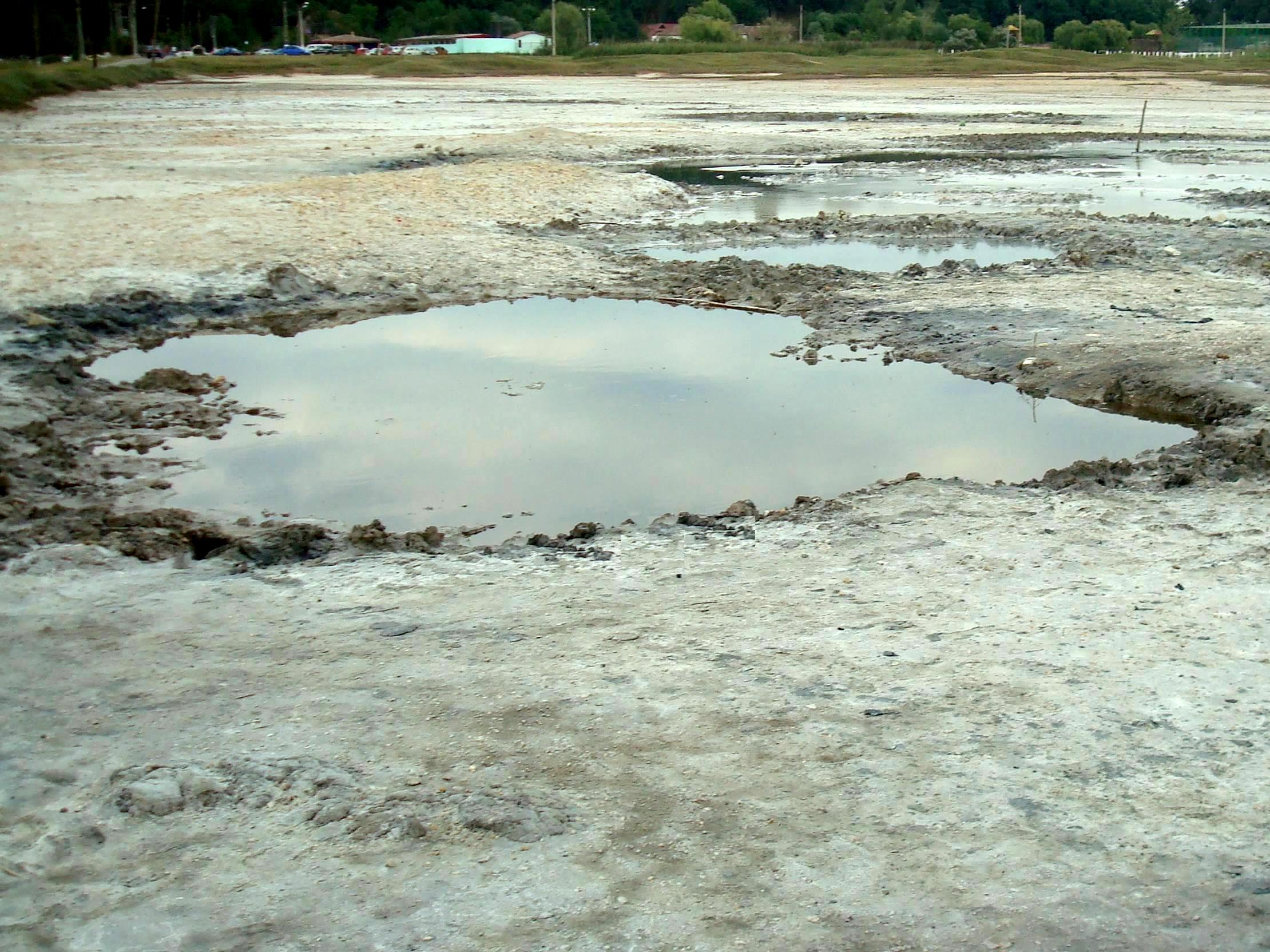
Àrea balneària amb fang sapropèlic a Turda, Romania

### Utilitat terapèutica i cosmètica
El sapropel s'usa per a tractaments mèdics, ja que es creu que és útil per a la millora limfàtica i circulatòria, l'enfortiment dels vasos sanguinis, per a la pell, la cel·lulitis i la reducció del greix subcutani. També té efecte antibacterià i aporta a la pell calci, magnesi, brom, iode, potassi i aminoàcids. Té efecte antioxidant que millora l'estructura i ajuda a prevenir i a reduir les arrugues. Actua com a antiinflamatori i és beneficiós per al cabell i les ungles. L'efecte terapèutic del sapropel ajuda al restabliment immunitari i és aficaç contra les malalties de la pell: dermatitis, seborrea, acne i altres erupcions cutànies. Actualment els preparats de sapropel s'utilitzen més comunament en balneoteràpia i cosmètica per al tractament de malalties cròniques.